# Église Notre-Dame-de-la-Nativité de Baron-sur-Odon
Pour les articles homonymes, voir Église Notre-Dame-de-la-Nativité.
L'église Notre-Dame-de-la-Nativité est une église catholique située à Baron-sur-Odon, en France.

## Localisation
L'église est située dans le département français du Calvados, au sud-ouest du bourg de Baron-sur-Odon.

## Architecture
Le clocher est classé au titre des monuments historiques depuis le 8 juillet 1910, le reste de l'édifice inscrit depuis le 12 avril 1927.

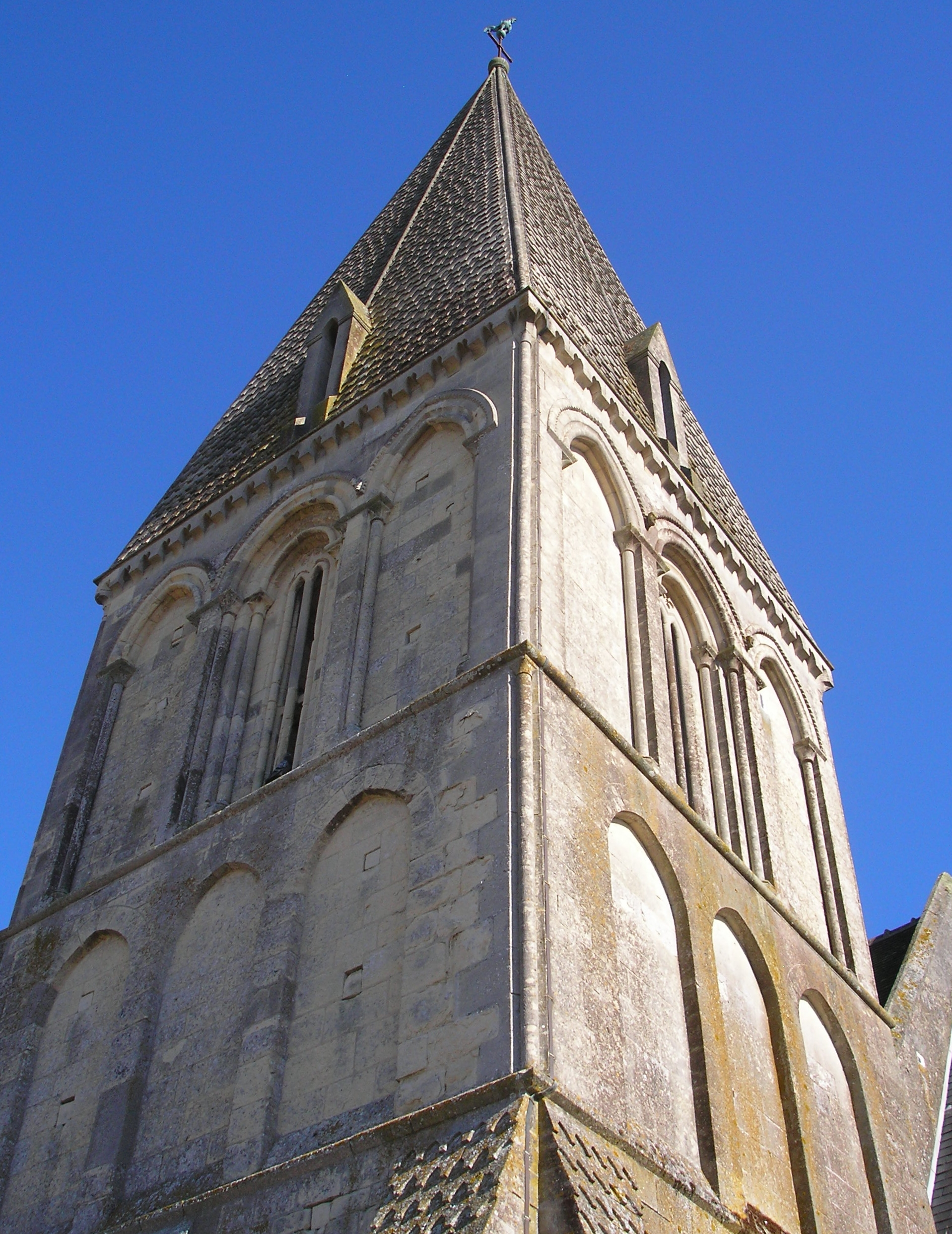
Le clocher classé.